# 方一藻
方一藻（？—1640年），字子元，號玄根、玄垣，直隶歙縣人。明朝政治人物。

## 生平
天啓元年（1621年）辛酉科乡试五十八名举人，二年（1622年）壬戌科会试十三名，二甲二十一名進士。户部观政，授户部主事，五年管新太仓，六年升陕西司员外，本年升保定知府。崇禎二年升山西霸州道副使，三年（1630年）调永平道，四年改河南副使，遵化道。崇禎四年，以右僉都御史，擔任遼東巡撫。六年加俸一级，九年升兵部右侍郎、右副都御史，十一年升兵部左侍郎，加服俸一级，兼右都御史。十二年加兵部尚書，十三年回部管左侍郎事。後以大學士巡抚辽东，當時吳三桂“拜其门下”，又與其子方光琛“缔盟为忘形交”。崇祯十一年（崇德三年，1638年），陈新甲主議和，遣一藻赴盛京（沈阳）與清廷接触，於是方一藻派遣一名“瞽人卖卜者”周元忠到清廷洽談，皇太极基本上同意。方一藻建议用隆庆年间“俺答封贡”的模式与对方谈判。為黄道周所排斥，连上三疏。和议之事不了了之。

## 家族
曾祖方筠。祖父方自意，贈按察使。父方萬山，萬曆五年进士，官至按察使。有子方光琛。